# Geert Reuten
Gerardus Antonius Thaddeus Maria (Geert) Reuten (Heerlen, 16 april 1946 – Westhoek, 29 juli 2025) was een Nederlands volksvertegenwoordiger en marxistisch econoom. Namens de Socialistische Partij (SP) was hij van 2007 tot 2015 en van 2018 tot 2019 lid van de Eerste Kamer der Staten-Generaal. Reuten was docent economie aan de Universiteit van Amsterdam en geldt als een internationaal erkend Marx-expert.

## Biografie
Reuten studeerde economie en sociologische economie aan de Erasmus Universiteit Rotterdam en aan het Birkbeck College van de University of London. Vanaf 1977 was hij docent en later hoofddocent aan de Universiteit van Amsterdam (UvA). Hij promoveerde in 1988 aan de UvA. Vanaf 2002 was hij directeur van de masteropleiding economie aan dezelfde universiteit. Reuten was van 1999 tot 2003 actief bij het andersglobalistenverbond ATTAC.
Hij sloot zich in 2003 aan bij de SP en was sinds dat jaar economisch adviseur van de fractie van deze partij in de Tweede Kamer der Staten-Generaal. Bij de Eerste Kamerverkiezingen 2007 werd hij gekozen in de senaat. Hij werd herkozen bij de Eerste Kamerverkiezingen 2011. Bij de Eerste Kamerverkiezingen 2015 stond hij tiende op de lijst, terwijl de SP negen zetels haalde. In juni 2018 keerde hij alsnog terug, als opvolger van Bob Ruers die gedeputeerde werd in Limburg. In de Eerste Kamer was Reuten namens de SP woordvoerder financiën en economische zaken. Hij viel op door gedegen en wetenschappelijk onderbouwde bijdragen, vaak gebruikmakend van cijfers en tabellen. In 2019 was hij niet meer herkiesbaar.

## Publicaties
Reuten is schrijver van verschillende Nederlandstalige en Engelstalige werken over Marx. In 2017 verscheen zijn boek De kleine Marx, waarin hij de 2200 pagina's van het driedelige werk Het Kapitaal van Karl Marx samenvat in tachtig pagina's.

## Persoonlijk
Reuten is de jongste telg uit een katholiek gezin met twaalf kinderen uit Zuid-Limburg. Hij is een kleinzoon van politicus Vincent van den Heuvel en de vader van actrice Rosa Reuten (vernoemd naar Rosa Luxemburg). Politicus Thijs Reuten en actrice Thekla Reuten zijn kinderen van zijn broer Joost, die uittrad als priester en werkzaam was voor de KRO. Acteur Jeroen Willems is een zoon van zijn zus Rieneke Willems-Reuten, een voordrachtskunstenares. Zijn broer Jaap Reuten was als priester werkzaam op de Alpe d'Huez.
Geert Reuten overleed in 2025 op 79-jarige leeftijd.
- Bibliothèque nationale de France: cb12298697f (data)
- Gemeinsame Normdatei: 11317568X
- International Standard Name Identifier: 0000 0000 8395 3499
- Library of Congress Control Number: n80150908
- NARCIS: PRS1239042
- Nationale Bibliotheek van Israël: 987007453719105171
- Nederlandse Thesaurus van Auteursnamen: 069255997
- Parlement.com: vhjogfpxabz7
- Système universitaire de documentation: 12333585X
- Virtual International Authority File: 76382000
- WorldCat: E39PBJfMffdJy4xgTTk3xxg9Xd